# Nitrenă

Formula generală a unei nitrene

O nitrenă este un compus reactiv cu azot care este analog al unei carbene și care are formula generală (R–N:). Atomul de azot din structura nitrenelor are doar 5 electroni de valență, de aceea se consideră că acești compuși sunt specii electrofile. Ca intermediari reactivi, nitrenele sunt implicate în desfășurarea multor reacții. Cea mai simplă nitrenă se numește imidogen și are formula HN.

## Obținere
Deoarece nitrenele sunt foarte reactive, ele nu pot fi izolate. De aceea, ele sunt generate ca și intermediari reactivi în decursul unor reacții chimice. Există două metode de a le obține, acestea făcând parte din reacția de degradare Curtius a azidelor:
- Din azide, prin termoliză sau fotoliză, prin eliberarea de azot gazos. Această metodă este analoagă cu formarea carbenelor din diazoderivați.

R-N3 → R-N: + N2
- Din izocianați, prin eliberarea de monoxid de carbon. Această metodă este analoagă cu formarea carbenelor din cetene.

R-N=C=O → R-N: + CO